# Carlos Manuel Arana Osorio
Carlos Manuel Arana Osorio (Barberena, 17 luglio 1918 – 6 dicembre 2003) è stato un generale, politico e ambasciatore guatemalteco.
È stato Presidente del Guatemala dal luglio 1970 al luglio 1974.
Durante il suo regime militare oltre 20.000 persone vennero uccise o "scomparvero".